# 広島電鉄3900形電車

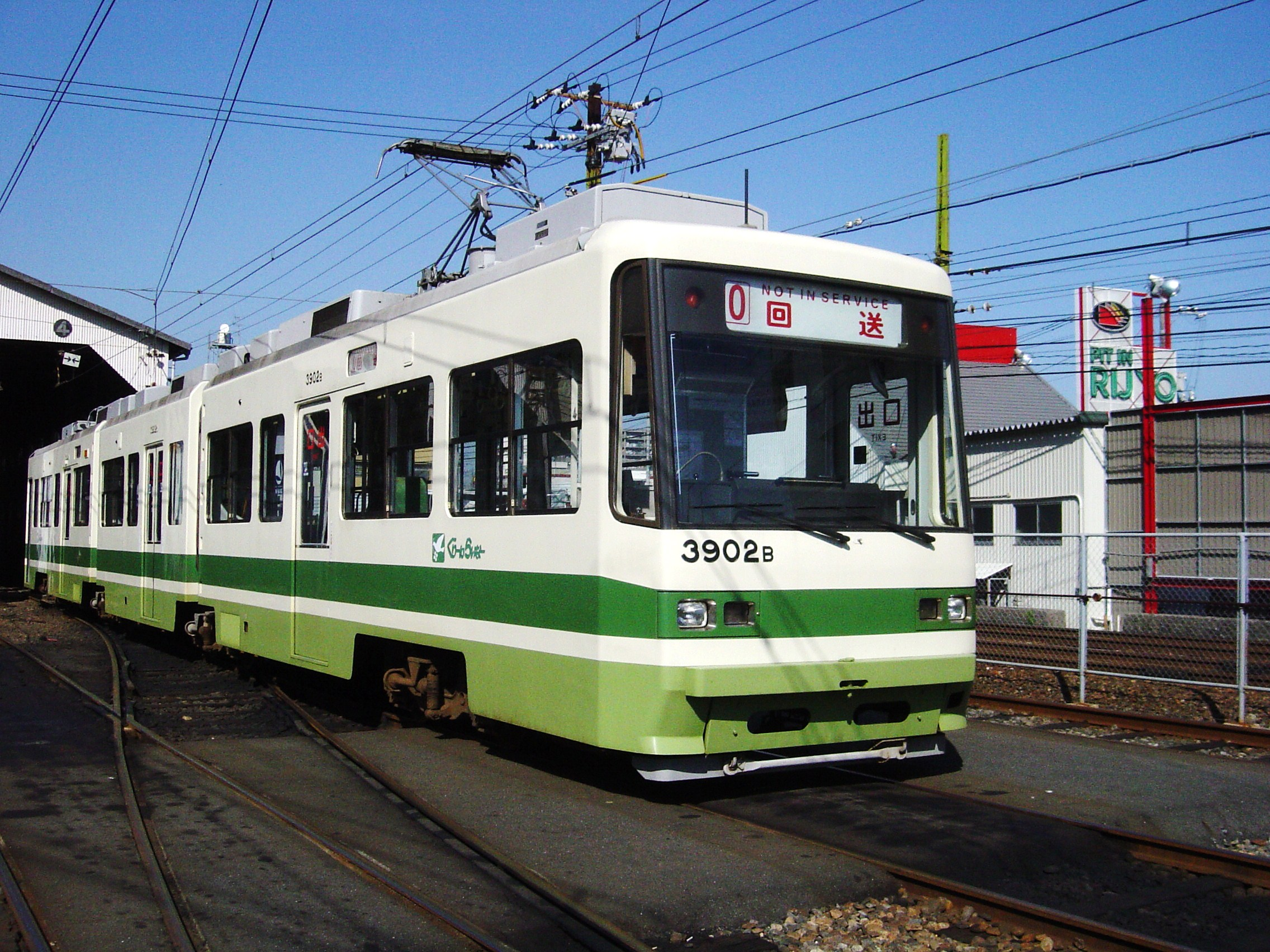
3902号。荒手車庫（許可を得て撮影）2004年6月撮影

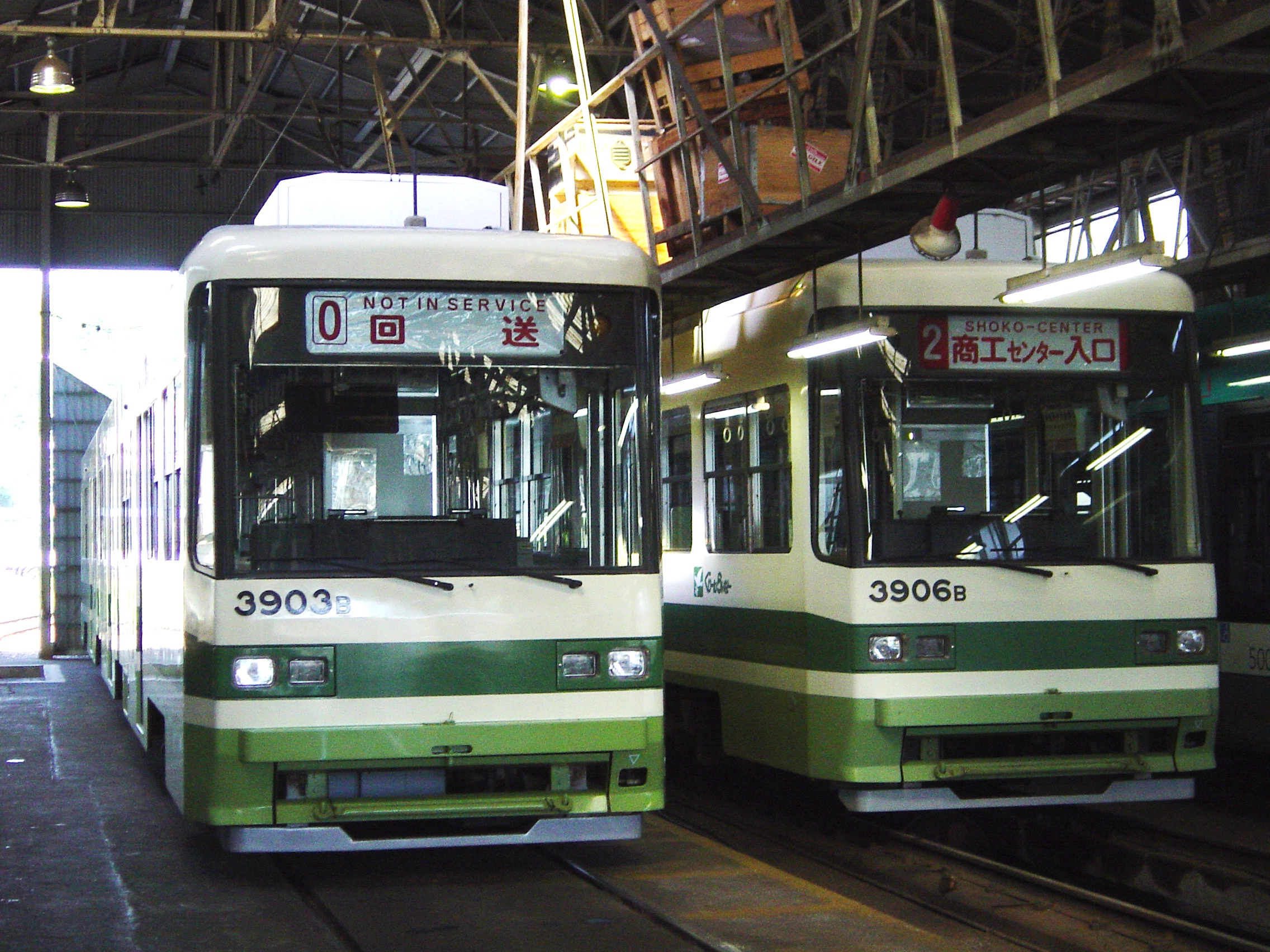
3903号（左）：3906号（右）。荒手車庫（許可を得て撮影）2004年6月撮影

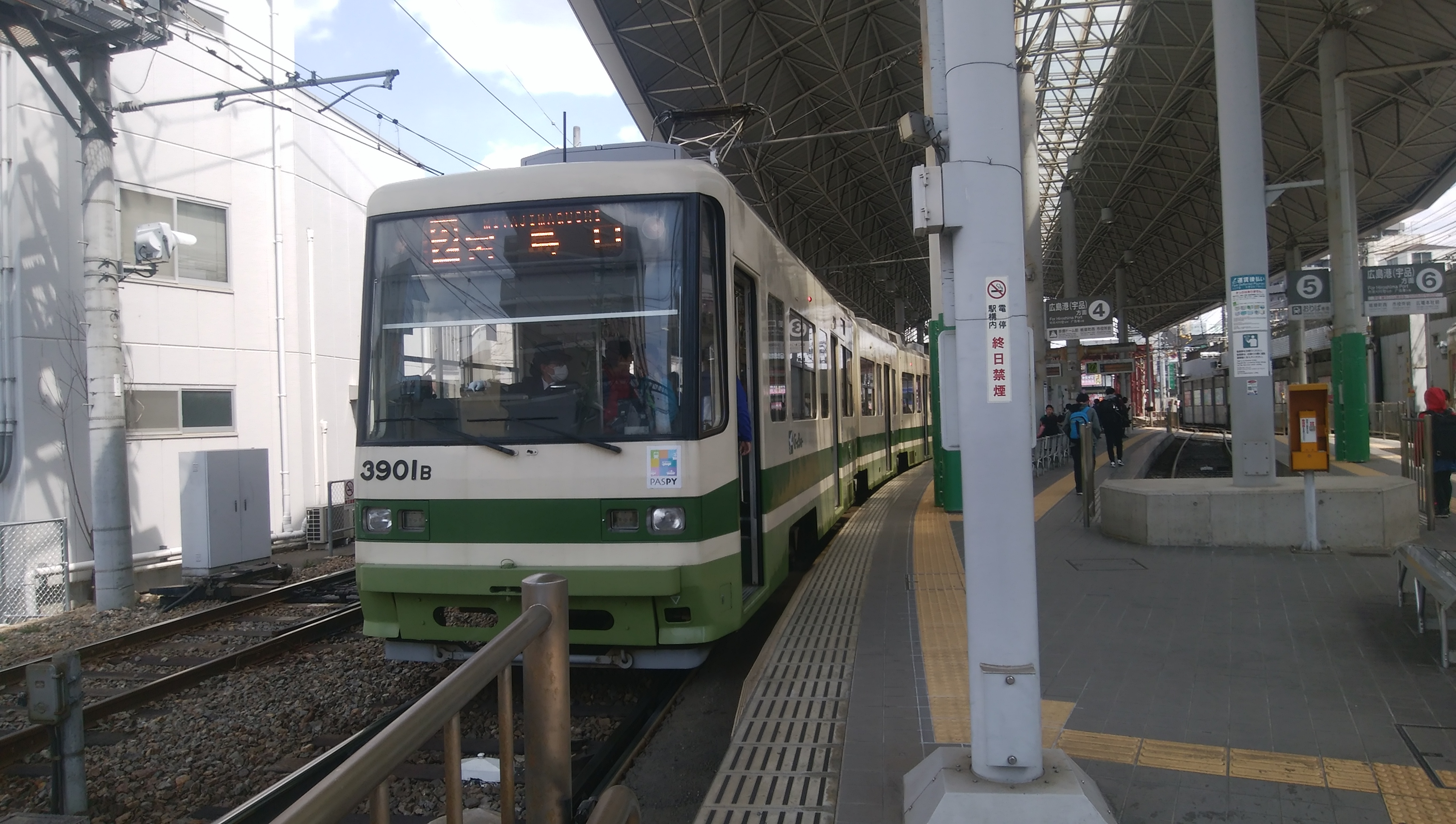
LED方向幕に改造された3901号 2019年4月撮影

広島電鉄3900形電車（ひろしまでんてつ3900かたでんしゃ）とは、1990年に登場した広島電鉄の路面電車である。愛称はぐりーんらいなー（3950形まではこの愛称が付くが、3950形は英文表記であるため、ひらがな表記としては最後である）。

## 概要
広電では3800形に次ぐ連接車である。アルナ工機で製造された。3800形のマイナーチェンジ形でモーター出力が1基当たり60kWから85kWに向上し、加速・減速がスムーズになった。路面電車である市内線と鉄道線である宮島線を直通運用出来る車両である。合計8編成が製造された。愛称はぐりーんらいなーで、後継の3950形に引き継がれている。
宮島線直通が主な運用であるがラッシュ時には市内線でも運用されている。
3901-3902
1990年に製造されたグループである。冷房機器は、廃車となった1090形の物が流用されている。なお、3901は2017年2月に制御方式が東洋電機製造製のハイブリッドSiC素子（トランジスタ部はSi-IGBT、還流ダイオード部にSiC-SBDを適用した三菱電機製パワーモジュールCMH1200DC-34Sを使用）を採用したVVVFインバータ制御に更新となり、力行でP1状態にすると定速状態となる（ただし速度警告ランプが点灯し、速度制御装置が作動している場合は除く）。
3903
1991年に製造されたグループである。この編成以降車内の形式銘板フォントが変更されている。
3904-3905
1992年に製造されたグループである。この編成以降2編成の連結が可能なように連結器が準備されている。なお、3905は2013年10月に座席モケットは3950形と同様のモケットに変更された。
3906
1995年に製造されたグループである。なお、2013年5月に座席モケットは3950形と同様のモケットに変更された。
3907-3908
1996年に製造されたグループである。この2編成のみ車掌側出口の戸袋窓部分に車椅子スペースが設置されている。運転開始当初は「電車開業85周年記念」電車として、記念ラベルの貼り付け、車内での飾りつけなどが施されていた。なお、2011年10月に座席モケットは3950形と同様のモケットに変更された。
その後の量産は3950形に移行した。

## 運用
2020年4月現在、2号線(宮島線)専用運用となっている。朝ラッシュのみ、宮島口方面→紙屋町西→広電本社前の運用に就く。ただし、毎年7月末に行われる「広島みなと夢花火大会」では、臨時便として5号線(比治山線)や海岸通からの区間運用に就くことがある。

## 各車状況
| 車号 | 竣工       | 所属車庫 | 塗装                                                | ICカード全扉乗降サービス対応日 | 備考                                                         |
| ---- | ---------- | -------- | --------------------------------------------------- | ------------------------------ | ------------------------------------------------------------ |
| 3901 | 1990年12月 | 荒手車庫 | 標準色                                              | 2022年5月26日                  | SiC-VVVF更新車 行先表示器がLED式に変更                       |
| 3902 | 1990年12月 | 荒手車庫 | 標準色                                              | 2022年6月4日                   | SiC-VVVF更新車 行先表示器がLED式に変更                       |
| 3903 | 1991年12月 | 荒手車庫 | 標準色                                              | 2022年6月24日                  | SiC-VVVF更新車 行先表示器がLED式に変更                       |
| 3904 | 1992年1月  | 荒手車庫 | 日本赤十字社広島県支部 「GO!献血」ラッピング電車    | 2022年5月28日                  | SiC-VVVF更新車 行先表示器がLED式に変更                       |
| 3905 | 1992年12月 | 荒手車庫 | 標準色                                              | 2022年6月9日                   | SiC-VVVF更新車 行先表示器がLED式に変更                       |
| 3906 | 1995年11月 | 荒手車庫 | 標準色                                              | 2022年6月1日                   | 行き先表示器がLED式に変更                                    |
| 3907 | 1996年12月 | 荒手車庫 | 宮島口観光商業施設「etto」 ラッピング電車「etto号」 | 2022年6月10日                  | ラッピングは2020年3月1日から運用開始 行先表示器がLED式に変更 |
| 3908 | 1996年12月 | 荒手車庫 | 標準色                                              | 2022年5月21日                  | 行先表示器がLED式に変更                                      |